# Cantonul Rugles
Cantonul Rugles este un canton din arondismentul Évreux, departamentul Eure, regiunea Haute-Normandie, Franța.

## Comune
| Comune                    | Populație (1999) | Cod poștal | Cod INSEE |
| ------------------------- | ---------------- | ---------- | --------- |
| Ambenay                   | 465              | 27250      | 27009     |
| Bois-Anzeray              | 156              | 27330      | 27068     |
| Bois-Arnault              | 628              | 27250      | 27069     |
| Bois-Normand-près-Lyre    | 308              | 27330      | 27075     |
| Les Bottereaux            | 250              | 27250      | 27096     |
| Chaise-Dieu-du-Theil      | 245              | 27580      | 27137     |
| Chambord                  | 194              | 27250      | 27139     |
| Champignolles             | 28               | 27330      | 27143     |
| Chéronvilliers            | 389              | 27250      | 27156     |
| La Haye-Saint-Sylvestre   | 231              | 27330      | 27323     |
| Juignettes                | 136              | 27250      | 27359     |
| Neaufles-Auvergny         | 395              | 27250      | 27427     |
| La Neuve-Lyre             | 567              | 27330      | 27431     |
| Rugles                    | 2 549            | 27250      | 27502     |
| Saint-Antonin-de-Sommaire | 170              | 27250      | 27508     |
| La Vieille-Lyre           | 608              | 27330      | 27685     |